# Unterseeboot 128 (1941)
Pour les articles homonymes, voir Unterseeboot 128.
Le Unterseeboot 128 (ou U-128) est un U-Boot (sous-marin) allemand de type IX.C utilisé par la Kriegsmarine pendant la Seconde Guerre mondiale.

## Historique
Après avoir reçu sa formation de base à Wilhelmshaven en Allemagne au sein de la 2. Unterseebootsflottille jusqu'au 30 novembre 1941, l'U-128 rejoint sa flottille de combat à Lorient en France, toujours dans la 2. Unterseebootsflottille.
Mis en service le 12 mars 1941, l'U-128 réalise sa première patrouille, quittant le port de Kiel le 11 décembre 1941 sous les ordres du Kapitänleutnant Ulrich Heyse. Après 14 jours de mer, il rejoint la base sous-marine de Lorient le 24 décembre 1941.
L'Unterseeboot 128 a effectué six patrouilles dans lesquelles il a coulé douze navires marchands pour un total de 83 639 tonneaux sur un total de 353 jours en mer.
L'U-128 quitte le port de Lorient pour sa sixième patrouille le 6 avril 1943 sous les ordres de l'Oberleutnant zur See Hermann Steinert. 

Après 42 jours en mer et avoir subi une première attaque le 16 mai 1943 par un avion américain Martin PBM Mariner de l'escadron USN VP-74/P-2 au large de Bahia, l'U-128 est coulé le 17 mai 1943 dans l'Atlantique sud au sud de Pernanbuco au Brésil à la position géographique approximative de 10° 00′ N, 35° 35′ O par des coups de canon des destroyers américains USS Moffett et USS Jouett et des charges de profondeur lancées par deux avions Martin PBM Mariner de l'escadron Sqdn VP-74/P-6/P-5.

Sept membres d'équipage sur 54 meurent dans cette attaque.

## Affectations successives
- 2. Unterseebootsflottille du 12 mai au 30 novembre 1941 (entrainement)
- 2. Unterseebootsflottille du 1er décembre 1941 au 17 mai 1943 (service actif)

## Commandement
- Kapitänleutnant Ulrich Heyse du 12 mai 1941 au 28 février 1943
- Kapitänleutnant Hermann Steinert du 1er mars au 17 mai 1943

## Patrouilles
|       | Commandant             | Départ            | Départ       | Arrivée           | Arrivée      | Jours     | Succès   |
| ----- | ---------------------- | ----------------- | ------------ | ----------------- | ------------ | --------- | -------- |
|       | Kptlt. Ulrich Heyse    | 9 décembre 1941   | Kiel         | 10 décembre 1941  | Kristiansand | 2 jours   |          |
| 1     | Kptlt. Ulrich Heyse    | 11 décembre 1941  | Kristiansand | 24 décembre 1941  | Lorient      | 14 jours  |          |
| 2     | Kptlt. Ulrich Heyse    | 8 janvier 1942    | Lorient      | 23 mars 1942      | Lorient      | 75 jours  | 27 312   |
| 3     | Kptlt. Ulrich Heyse    | 25 avril 1942     | Lorient      | 22 juillet 1942   | Lorient      | 89 jours  | 35 620   |
| 4     | Kptlt. Ulrich Heyse    | 2 septembre 1942  | Lorient      | 10 septembre 1942 | Lorient      | 9 jours   |          |
| 5     | Kptlt. Ulrich Heyse    | 14 septembre 1942 | Lorient      | 15 janvier 1943   | Lorient      | 124 jours | 20 707   |
| 6     | Oblt. Hermann Steinert | 6 avril 1943      | Lorient      | 17 mai 1943       | Coulé        | 42 jours  |          |
| Total | Total                  | Total             | Total        | Total             | Total        | 353 jours | 83 639 t |

Note : Oblt. = Oberleutnant zur See - Kptlt. = Kapitänleutnant

## Navires coulés
L'U-128 a coulé douze navires marchands pour un total de 83 639 tonneaux pendant les six patrouilles (353 jours en mer) qu'il effectua.
| Date             | Nom                   | Nationalité                   | Tonnage (GRT) | Position             | Décès | Fait  |
| ---------------- | --------------------- | ----------------------------- | ------------- | -------------------- | ----- | ----- |
| 19 février 1942  | Pan Massachusetts     | Drapeau des États-Unis        | 8 202         | 28° 27′ N, 80° 08′ O | 20    | Coulé |
| 22 février 1942  | Cities Service Empire | Drapeau des États-Unis        | 8 103         | 28° 25′ N, 80° 02′ O | 14    | Coulé |
| 5 mars 1942      | O.A. Knudsen          | Drapeau de la Norvège         | 11 007        | 26° 17′ N, 75° 50′ O | 2     | Coulé |
| 13 mai 1942      | Denpark               | Drapeau de la Grande-Bretagne | 3 491         | 22° 28′ N, 28° 10′ O | 21    | Coulé |
| 8 juin 1942      | South Africa          | Drapeau de la Norvège         | 9 234         | 12° 47′ N, 49° 44′ O | 6     | Coulé |
| 21 juin 1942     | West Ira              | Drapeau des États-Unis        | 5 681         | 12° 28′ N, 57° 05′ O | 1     | Coulé |
| 23 juin 1942     | Andrea Brøvig         | Drapeau de la Norvège         | 10 173        | 12° 10′ N, 59° 10′ O | 0     | Coulé |
| 27 juin 1942     | Polybius              | Drapeau des États-Unis        | 7 041         | 10° 55′ N, 57° 40′ O | 10    | Coulé |
| 8 novembre 1942  | Maloja                | Drapeau de la Norvège         | 6 400         | 11° 58′ N, 27° 08′ O | 2     | Coulé |
| 10 novembre 1942 | Cerinthus             | Drapeau de la Grande-Bretagne | 3 878         | 12° 27′ N, 27° 45′ O | 20    | Coulé |
| 10 novembre 1942 | Start Point           | Drapeau de la Grande-Bretagne | 5 293         | 13° 12′ N, 27° 27′ O | 2     | Coulé |
| 5 décembre 1942  | Teesbank              | Drapeau de la Grande-Bretagne | 5 136         | 3° 33′ N, 29° 35′ O  | 1     | Coulé |